# Olmedilla (Salamanca)
Olmedilla es una entidad de población española del municipio de Vecinos, perteneciente a la provincia de Salamanca, en la comunidad autónoma de Castilla y León.

## Historia
Hacia mediados del siglo XIX, el lugar, referido por entonces como una aldea ya dependiente de Vecinos, tenía contabilizada una población de veintiocho habitantes. Aparece descrito en el duodécimo volumen del Diccionario geográfico-estadístico-histórico de España y sus posesiones de Ultramar de Pascual Madoz con las siguientes palabras:

OLMEDILLA: ald. dependiente del ayunt. de Vecinos en la prov., dióc. y part. jud. de Salamanca. Se compone de 7 vec. y 28 alm., siendo las circunstancias de su localidad enteramente iguales á las de su ayunt. (V.).
(Madoz, 1849, p. 250)

En 2022, tenía empadronados dos habitantes.